# ويليام سميث (لاعب كريكت)
ويليام سميث (13 مايو 1882 في المملكة المتحدة - ) (بالإنجليزية: William Smith)‏ هو لاعب كريكت بريطاني. لعب مع نادي وارويكشاير للكريكيت ‏.

## وصلات خارجية
- ويليام سميث على موقع إي آس بي آن كريك إنفو (الإنجليزية)